# Костін Юлій Віталійович
Юлій Віталійович Костін (6 жовтня 1934 р., м. Єнакієве Донецької області — †13 березня 1982 р.) — український зоолог, найвідоміший дослідник орнітофауни Криму. Автор першого повновагомого зведення «Птицы Крыма» (1983). Художник-анімаліст.

## Біографічні деталі
Ю. В. Костін народився у м. Єнакієве. Згодом сім'я переїхала до м. Горлівка де він навчався у школі. Закінчив Дніпропетровський університет (1958 р.). Мешкав у Сімферополі. Помер у розквіті творчих сил від важкої хвороби.
Син Юлія Віталійовича — Сергій Юлійович — продовжив батьківську справу, став орнітологом і художником-анімалістом. Сергій Юлійович — один з найвідоміших ілюстраторів природничих видань, що розміщують зображення птахів.

## Наукові дослідження
Дисертація була присвячена загальному аналізу орнітофауни Криму. За матеріалами дисертації підготовлено згадану вище монографію, проте у видання увійшли лише розділи з описами видів, без аналізу загальних питань. На сьогодні монографія Ю. В. Костіна «Птицы Крыма» (1983) є одним з найбільш цитованих орнітологічних видань в Україні і за кордоном. Спільно з Альфредом Дулицьким та І. В. Мальцевим написав книгу «Редкие животные Крыма» (1990).
Зробив внесок у розвиток методики оологічних досліджень.

## Головні публікації Ю.В.Костіна
Загалом відомо близько 70 наукових публікацій дослідника. Найвідомішими є такі монографічні видання:
- Костин Ю. В., Дулицкий А. И. Птицы и звери Крыма: Научно-популярный очерк. — Симферополь: Таврия, 1978. — 108 (112?) с., ил.
- Второв П. П., Дроздов Н. Н. Определитель птиц фауны СССР [Пособие для учителей]. М.: Просвещение, 1980. 254 с. : ил., 8 л. ил. Художник Костин Ю. В.
- Редкие животные Крыма. Справочник / Костин Юлий Витальевич, Дулицкий Альфред Израйлович, Мальцев Игорь Владимирович. — Симферополь : «Таврия», 1981. — 160 с. — 50 000 прим. (рос.)
- Костин Ю. В. Птицы Крыма. М.: Наука, 1983. 240 с.
- Костин Ю. В., Дулицкий А. И., Мальцев И. В. Редкие животные Крыма. — Симферополь: Таврия, 1990. — 200 с.

## Юлій Костін та його праці в інтернеті
1. Змієяд [Архівовано 14 січня 2010 у Wayback Machine.]
2. Птицы Крыма (разделы Соколообразные и Совообразные) [Архівовано 18 липня 2010 у Wayback Machine.]